# Кульєрі
Кульєрі (італ. Cuglieri, сард. Cullieri) — муніципалітет в Італії, у регіоні Сардинія,  провінція Ористано.
Кульєрі розташоване на відстані близько 380 км на південний захід від Рима, 120 км на північний захід від Кальярі, 33 км на північ від Ористано.
Населення — 2723 особи (2014).

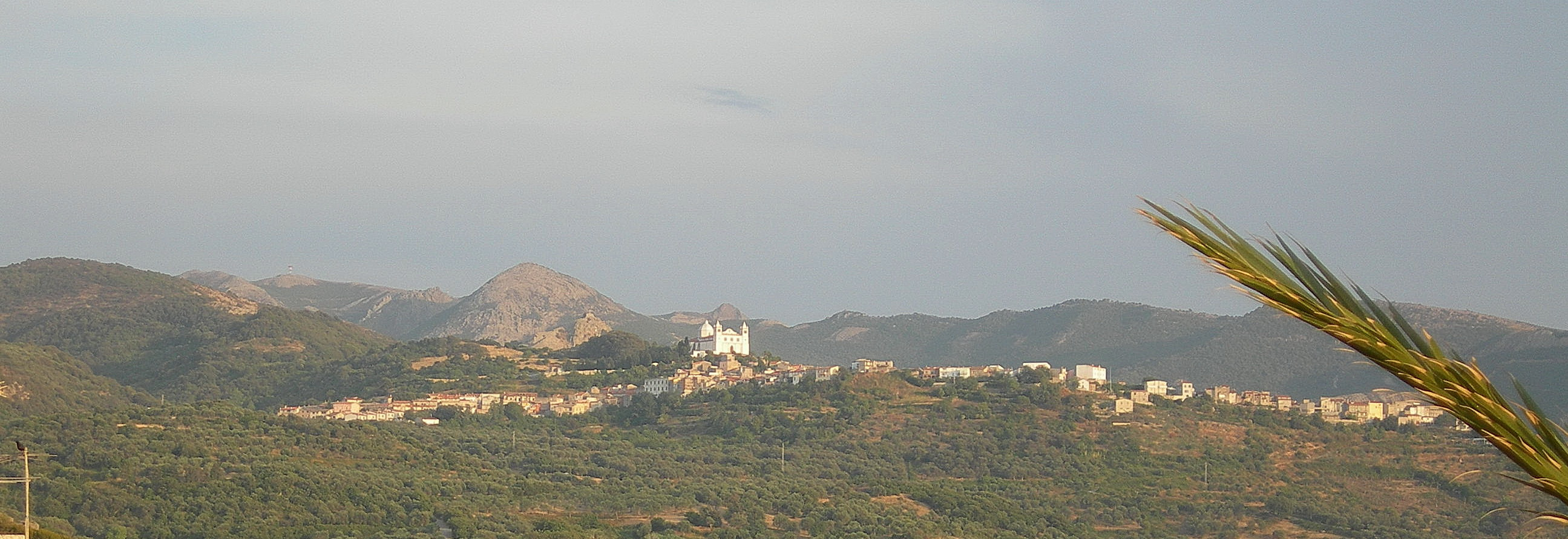

Щорічний фестиваль відбувається 5 серпня. Покровитель — Santa Maria.

## Демографія
Населення за роками:

Станом на 1 січня 2023 року в муніципалітеті офіційно проживав 51 іноземець з 18 країн, серед них 32 громадяни країн Євросоюзу та 9 громадян України.

## Сусідні муніципалітети
- Нарболія
- Санту-Луссурджу
- Скано-ді-Монтіферро
- Сенеге
- Сеннаріоло
- Трезнурагес